# Universidade Cristã de Honduras
A Universidade Cristã de Honduras (em espanhol: Universidad Cristiana de Honduras) é uma instituição de ensino superior privada e autônoma, com sede principal em San Pedro Sula, nas instalações do Ministério Internacional Colheita, na República de Honduras. 

## História
Desde a década de 1950, foi decretada a abertura de universidades privadas em Honduras. A partir daí foi fundada a Universidade Cristã de Honduras, UCRISH, como uma instituição de ensino superior, criada com o objetivo de contribuir para o processo de desenvolvimento da sociedade hondurenha, através da informação de recursos humanos, dotada de uma alta preparação acadêmica e de altos valores morais, cívicos, culturais e espirituais.
A entidade promotora e criadora da "UCRISH" é a fundação "Honduras para Cristo", com personalidade jurídica concedida pelo Ministério da Educação Pública de Honduras.
A Universidade se dedica a desenvolver ao máximo as três grandes dimensões do trabalho acadêmico universitário: pesquisa, vinculação e ensino; dedicando-se inicialmente ao treinamento de profissionais nas carreiras: Engenharia de Computação, Engenharia Industrial, Marketing, Administração de Empresas, Teologia, Direito, Psicologia, com grau de licenciatura para todos estes cursos, e grau de técnico superior de Analista clínico no estágio acadêmico de licenciado associado.
A Universidade Cristã de Honduras (UCRISH) foi aprovada pelo Conselho Universitário Superior de Honduras por meio da resolução 126773, emitida em 13 de agosto de 2004. Começou a operar em janeiro de 2005 com 420 alunos na área de licenciatura. Posteriormente foram adicionados os cursos de engenharia.
O atual presidente do conselho administrativo da Universidade é Misael Argeñal.

## Cursos

### Licenciatura
- Administração de Empresas[7]
- Direito
- Marketing
- Psicologia
- Teologia

### Engenharias
- Engenharia de Computação
- Engenharia Industrial

### Técnicos
- Técnico de Analista clínico (estágio acadêmico de licenciado associado)

## Bolsas de estudo
O sistema de bolsas da Universidade requer do aluno:
- Índice de 80% e não ser reprovado em qualquer disciplina para continuar com o benefício.
- Que conceda serviço à universidade, quando esta o requerer em toda e qualquer área.
- Estar matriculado em pelo menos 4 disciplinas em cada período acadêmico.

## Unidades acadêmicas
A Universidade Cristã de Honduras possui outras sete unidades acadêmicas. Elas se localizam em:
- Gracias, Lempira
- Copán Ruinas, Copán
- Comayagua, Comayagua
- Catacamas, Olancho
- Yoro, Yoro
- Olanchito, Yoro
- El progreso, Yoro